# Emma van Hawaï
Emma Kalanikaumakaʻamano Kaleleonālani Naʻea Rooke (Honolulu, 2 januari 1836 - aldaar, 25 april 1885) was de koningin-gemalin van Hawaï tussen 1856 en 1863 door haar huwelijk met Kamehameha IV van Hawaï.

## Biografie
Op 2 januari 1836 werd Emma geboren als de dochter van George Na'ea en Fanny Kekelaokalani Young. Nog op de dag van haar geboorte werd ze volgens de Hawaïaanse traditie van hānai geadopteerd door Thomas Rooke en Grace Kamaiku. Ze groeide tweetalig op en sprak daardoor zowel Engels als Hawaïaans. Op zesjarige leeftijd ging ze naar de Chiefs' Children School, een school waar ze les kreeg met 16 andere koninklijke kinderen. Emma verliet de school toen ze bijna veertien was om thuis verder les te krijgen van een gouvernante.
Op haar school had ze al haar latere echtgenote Kamehameha IV van Hawaï leren kennen, maar waarschijnlijk begon de hofmakerij tussen de twee rond 1850. Het huwelijk tussen het tweetal vond uiteindelijk plaats op 19 juni 1856 en gingen ze wonen in het Iolanipaleis. Emma gaf op 20 mei 1858 geboorte aan een zoon, Albert Kamehameha. Albert was de eerste rechtstreeks geboren erfgenaam van het koninkrijk sinds dertig jaar. Albert zou niet oud worden, want in augustus 1862 kreeg hij last van spasmes en hij overleed uiteindelijk op 23 augustus van dat jaar. Ook de koning, de echtgenote van Emma, had last van zijn gezondheid, en hij overleed ruim een jaar na de dood van zijn zoon op 3 november 1863. Hij zou opgevolgd worden als koning door zijn broer die de troon besteeg als Kamehameha V van Hawaï.
Nadat Emma niet langer koningin was begon ze met het plannen van haar bezoek aan Engeland. In mei 1865 vertrok ze in Honolulu en op 13 juli kwam ze aan in Southampton. Op 9 september 1865 ontmoette ze koningin Victoria van het Verenigd Koninkrijk en later zou ze ook op Windsor Castle voor korte tijd verblijven. In juli 1866 vertrok ze uit Europa en reisde ze naar de Verenigde Staten. Aldaar zou ze een ontmoeting hebben met president Andrew Johnson. Ze zou uiteindelijk 22 oktober 1866 terugkeren in Hawaï.
Op 11 december 1872 overleed Kamehameha V en hij liet geen directe erfgenaam achter. Deze werd opgevolgd door Lunalilo, maar ook zijn regering was kort. Na diens dood in 1874 besloot Emma om een gooi te doen naar het koningschap. Er werd een verkiezing georganiseerd om de nieuwe koning te kiezen en Emma zette zich in om de stemmen te werven, maar ze verloor de verkiezing van Kalakaua.
Ondanks dat ze de verkiezing verloren had bleef ze populair bij de bevolking van Hawaï. In 1881 kreeg ze de pokken waarvan ze herstelde, maar ze zou de komende jaren blijven kwakkelen met haar gezondheid en kreeg ze diverse toevallen. Op 25 april 1885 kreeg ze een nieuwe toeval en aan deze overleed ze. Emma werd op 17 mei 1885 begraven.